# Bonte muurspinnendoder
De bonte muurspinnendoder (Agenioideus cinctellus) is een vliesvleugelig insect uit de familie van de spinnendoders (Pompilidae). De wetenschappelijke naam van de soort is voor het eerst geldig gepubliceerd in 1808 door Spinola.